# جورج بنسون (لاعب كرة قدم أمريكية)
جورج بنسون (بالإنجليزية: George Benson)‏ هو لاعب كرة قدم أمريكية أمريكي، ولد في 7 مايو 1919 في ماديسون في الولايات المتحدة، وتوفي في 24 أغسطس 2001 في كيب كورال في الولايات المتحدة.

## وصلات خارجية
- جورج بينسون على موقع مرجع كرة القدم المحترفة.كوم (الإنجليزية)